# Монтизи
Монтизи је насеље у Италији у округу Сијена, региону Тоскана.
Према процени из 2011. у насељу је живело 298 становника. Насеље се налази на надморској висини од 400 м.